# Adelina Ismaili
Adelina Ismaili (ur. 14 grudnia 1979 w Prisztinie) – albańska piosenkarka i modelka.
Pierwsze lekcje muzyki pobierała w wieku 6 lat u znanego w Prisztinie muzyka i kompozytora Musy Piperku. Jej siostrą jest piosenkarka Zanfina Ismaili.

## Dyskografia
1. Nuk jam sex bombë
- Amaneti
- Sex bombë
- You are my angel
- Sonte
- Shkon 'RS
- Ti do të martohesh
- Lavdi, ushtari im
- Kosovare
- F**k the government
- Largohu nga frajeri im
- Femër & Dreq
- Deri kur kështu
- Zahir Pajaziti
- Zotit
- Uragan çohen krenarët

2. 100% Zeshkane
- Shko
- 100% Zeshkane
- Për ty djalë
- Ushtrinë time do ta bëj
- Po nanës tënde çka i bana
- Ani hajde çiko
- Unë e ti
- Frajericës
- Prej Vranievci n-Dardani
- Vetëm me rini

3. Prej fillimit
- Qe 1 vjet e 7 ditë
- Oh... po, po
- Mos ma ndal
- F**kers
- Skënderbe
- Jetoj se të dua
- Cigarxhiu i vogël
- Pse po qan syzeza
- Një ditë Kosovarqe
- Dil e shih moj bijë
- Fakt
- Borxh m'ke mbet
- Shokut tim
- Aromë portokalli
- From the beginning
- Aromë portokalli *bonus
- Mëngjezi nesër

4.Feniks 2008